# Prima guerra dei margravi
La prima guerra dei margravi del 1449 – 1450 (in tedesco: Erster Markgrafenkrieg) fu un conflitto svoltosi tra il Brandeburgo e la città-stato di Norimberga.

## Antefatto
Alberto di Brandeburgo, figlio di Federico VI, ultimo burgravio di Norimberga, era desideroso di espandere i propri domini e nel contempo contestava alla città libera imperiale di Norimberga il possesso dei propri territori che un tempo erano stati assegnati alla sua famiglia e per questo decise di dichiarare guerra alla città-stato.

## La guerra
Alberto III tentò un attacco diretto alla fortezza di Norimberga con 7000 uomini ma questo non ebbe successo, anche se numerosi furono i borghi attorno alla città a venire pesantemente colpiti dagli eventi bellici, dal momento che lo stesso margravio del Brandeburgo utilizzò la strategia dell'incendio doloso come un metodo per piegare la città ad arrendersi.
Il 13 agosto 1449, Alberto riuscì a conquistare la fortezza di Lichtenau, appartenente a Norimberga. Emerse vittorioso in altri otto piccoli scontri contro le truppe della città di Norimberga. L'11 marzo 1450, tuttavia, Albrecht perse la battaglia combattuta presso la palude del monastero di Pillenreuth contro l'esercito di Norimberga guidato da Heinrich Reuß von Plauen. Il margravio aveva provocatoriamente detto di voler liberamente pescare in questo stagno e che nessuno lo avrebbe potuto fermare. Su questo fronte egli schierò 800 tra cavalieri e fanti, ma venne colto alle spalle dall'esercito di Norimberga che, per quanto inferiore di numero, riuscì ad avere la meglio. Kunz von Kauffungen, che aveva comandato una schiera di balestrieri, presentò infine la resa per conto di Alberto III. La guerra si concluse con un trattato di pace che venne firmato dalle parti il 22 giugno 1450 a Bamberga. In esso, Alberto III dovette restituire tutte le aree conquistate alla città di Norimberga.
Questa guerra contro Norimberga, in realtà ebbe il merito di definire una serie di alleanze nei territori imperiali che avranno pesanti conseguenze future: le 31 città imperiali del territorio tedesco si allearono tra loro contro le mire espansionistiche dei principi che le circondavano e talvolta esse si trovarono a combattere in modo coordinato in luoghi diversi della Germania.
La conclusione di questo conflitto, venne seguita ad ogni modo nel 1552 dalla seconda guerra dei margravi.